# Savelugu
Savelugu – miasto w Ghanie, w regionie Północny, w dystrykcie Savelugu/Nanton.